# Bomarea ceratophora
Bomarea ceratophora es una especie de planta fanerógama perteneciente a la familia de las Alstroemeriáceas.  Es originaria de Ecuador.

## Descripción
Es un bejuco endémico de Ecuador, en donde se conoce a partir de dos colecciones recolectadas en la cordillera oriental, en la confluencia del río Pastaza y Río Topo, y cerca de Mera. No sabe que se produzcan dentro de las áreas protegidas de Ecuador, pero se puede encontrar en la parte oriental del Parque nacional Llanganates y la parte sur de la Reserva Ecológica Antisana. La principal amenaza es la alteración del hábitat. No hay ejemplares de esta especie que se encuentren en museos ecuatorianos. La destrucción del hábitat es la única conocida amenaza para la especie.

## Taxonomía
Bomarea brachysepala fue descrita por Magnus Neuendorf, y publicado en Botaniska Notiser 130: 60, f. 5D,E. 1977.
Etimología
Bomarea: nombre genérico que está dedicado al farmacéutico francés Jacques-Christophe Valmont de Bomare (1731-1807), que visitó diversos países de Europa y es autor de “Dictionnaire raisonné universel d’histoire naturelle” en 12 volúmenes (desde 1768).
ceratophora: epíteto latíno que significa "con sépalos cortos".